# Anton Strle
Anton Strle, slovenski rimskokatoliški duhovnik, teolog, prevajalec ter kandidat za svetnika, * 21. januar 1915, Osredek, † 20. oktober 2003, Ljubljana.

## Življenjepis

### Mladost in nova maša
Anton Strle se je rodil 21. januarja 1915 v naselju Osredek, župnija Sveti Vid nad Cerknico. V duhovnika ga je posvetil ljubljanski škof Gregorij Rožman leta 1941. Za svoje novomašno geslo si je izbral besedi iz znane pesmi »Povsod Boga«. Leta 1944 je promoviral na univerzi v Ljubljani z disertacijo »Naravno hrepenenje po nadnaravnem smotru po nauku sv. Tomaža Akvinskega«.

### Povojna leta po zaporih in na župniji
Na koncu vojne se je skupaj z več stotisoči begunci raznih narodnosti umaknil na Koroško pred partizani. Ko so ga vrnili, je bil najprej katehet v Novem mestu. Toda ni dolgo deloval: kmalu so ga zaprli. Vsega skupaj je z mnogimi drugimi duhovniki tudi Anton Strle več kakor pet let preživel v zaporu in na prisilnem delu. Kar trikrat je bil zaprt. Najprej je bil v ječi za tri mesece leta 1945, ko je bil vrnjen s Koroške. Drugič od 1947 do 1952 v Ljubljani, Novem mestu, Mariboru in Medvodah. Vzrok: napisal je knjigo »Lojze Grozde, mladec Kristusa Kralja« (Ljubljana 1944). Tretjič je bil kot planinski župnik 1957 ponovno obsojen na 6 mesecev, a pomiloščen na 2 meseca v Ljubljani. Njegovi sotrpini pričujejo, da je Strle tudi ta čas skrbno uporabljal za molitev in študij.

### Predavatelj na Teološki fakulteti v Ljubljani
Trideset let, od 1956 do 1985, je predaval dogmatiko. Delno je predaval tudi teološko antropologijo in tudi patrologijo na Teološki fakulteti v Ljubljani. Svoji zadnji večji knjigi je dal pomenljiv naslov »Teologi za prihodnost«. Ob njegovi 75-letnici je nadškof Alojzij Šuštar zapisal: »Ne samo ljudje, učenci in sobratje prof. dr. Antona Strleta, in toliko drugih, ki so bili deležni njegovega duhovnega bogastva, njegove srčne dobrote in njegove pomoči iz vere, upanja in ljubezni, ampak tudi njegove knjige in njegovi spisi bodo še dolgo govorili o človeku, duhovniku, znanstveniku in pisatelju.«  Čeprav je imel zadosti dela na teološki fakulteti, je ves ta čas dejavno sodeloval pri pastoralnem delu, največ v uršulinski cerkvi Svete Trojice v Ljubljani.

### Druge službe in odlikovanja
Mnogo let je bil član doktrinalne komisije pri Jugoslovanski škofovski konferenci in član Mednarodne teološke komisije pri Svetem sedežu v Vatikanu. Čeprav je v svoji ponižnosti načelno odklanjal vse častne naslove, ga je leta 1977 papež Pavel VI. vendarle imenoval za svojega hišnega prelata.

### Postopek za beatifikacijo
Marca 2014 je stekel škofijski postopek za njegovo razglasitev za blaženega, ki se je končal 21. januarja 2021. Celotno dokumentacijo so zapečatili ter jo poslali na Kongregacijo za zadeve svetnikov v Rimu. Postopek je vodil postulator p. dr. Andrej Pirš FSO.

## Dela
Kot mentor je Strle spremljal 100 diplomantov, 13 kandidatov za magisterij in 13 kandidatov za doktorat. S skrajno osebno skromnostjo in neutrudnim delom je ustvaril skoraj nepregledno teološko delo. Seznam njegovih pisnih del je izredno obsežen. Razdeljen je v naslednje enote:

### Knjige (45) in skripte
Šele leta 1977 je v tisku izšla njegova preljuba knjiga Skrivnost Boga. Zaradi »zamazanega tiska« v knjigi, posvečeni troedinemu Bogu, je bil Strle kar nekako prizadet, zato si je vedno želel dostojen ponatis. V času njegove upokojitve so pri Družini izšle štiri zajetne knjige Strletovih Izbranih spisov:
1. Vem, komu sem veroval: Vera in razodetje  (Ljubljana 1988)
2. Živo upanje: Velikonočna skrivnost (Ljubljana 1990)
3. Božja slava - živi človek (Ljubljana 1992)
4. Teologi za prihodnost (Ljubljana 1998)

Spremno besedo k 1., 2. in 4.  zvezku je napisal nadškof Alojzij Šuštar, k 3. zvezku pa tedanji kardinal Joseph Ratzinger. To gotovo ostaja trajen dokument. Vse štiri zvezke je v dogovoru z avtorjem uredil teolog Anton Štrukelj. Po njegovem mnenju spada med teologe za prihodnost na prvem mestu sam pisatelj Anton Strle. Te štiri knjige je avtor vnaprej plačal in jih nato podaril skriptarni. V tisku so izšli - kot posamezni zvezki - tudi Koncilski odloki 2. vatikanskega vesoljnega cerkvenega zbora.
Glede skript je dobro znano vsem duhovnikom, ki so pri njem študirali, da jih je kot bogoslovce Strle domala vsako leto zasipal z izdajo svojih novih skript za razna področja dogmatične teologije. Pogosto je v enem samem letu izdal tudi pet ali šest svojih skript (recimo 1968 in 1971). Bogoslovci so jih razmnoževali, zlagali in vezali. Avtor je civilni tipkarici vestno plačal njeno delo, nato pa je svoj izdelek podaril skriptarni in vsem študentom.
- Zakramenti (veliko izdaj)
- Kristologija in soteriologija (veliko izdaj in več delov; prenovljena in dopolnjena izdaja))
- Mariologija
- Zakrament sv. Zakona
- Osnovne resnice o Kristusu in Mariji
- Uvod v metodiko znanstvenega dela (več izdaj)
- Kristusova milost I in II
- Delovanje Svetega Duha po zakramentih
- O skrivnosti Boga
- Teološka antropologija I in II (več izdaj)
- O veri, upanju in ljubezni
- Patrologija (Zahodni očetje)
- Odpustki
- Skrivnost Boga
- Vera Cerkve
- Eshatologija (Smrt in večno življenje)
- V tretje tisočletje z Marijo
- Krščanska eksistenca.

### Razprave (75)
Pri razpravah gre za vrhunske znanstvene dosežke, ki so večinoma objavljeni v Bogoslovnem vestniku in presegajo običajno dolžino drugih razprav. Pregledi so zrcalo časa in dogajanj na teološkem področju doma in na tujem. Strle je redno in budno spremljal vse dogodke in vse publikacije v življenju teologije in Cerkve. Kdor bo poslej uporabljal revije, knjige in leksikone v knjižnici Teološke fakultete (da o njegovih lastnih knjigah sploh ne govorimo), bo ob robu člankov in na koncu knjig našel z ošiljenim svinčnikom zapisane zaznamke in navedbe strani. To je zanesljivo njegova pisava. Nekaj tega mu je uspelo objaviti. Veliko njegovih skrbnih zapiskov, prevodov, povzetkov, konceptov in komentarjev je ostalo v rokopisu.

### Raziskave (65) in članki (110)
Poleg običajnih člankov je v tej skupini navedeno kar 50 mojstrskih predstavitev vseh Gospodovih in Marijinih praznikov v cerkvenem letu, objavljenih v dveh izdajah monumentalne knjige v štirih oziroma petih zvezkih Leto svetnikov. Tukaj je po soglasnem prepričanju slovenskih bralcev strnjen Strletov genij. V teh »50 člankih« je ves Strle: znanstvenik in svetnik.

### Recenzije (70)
K tej skupini njegovega delovanja moramo dostaviti neizmerno število zahtevnih teoloških spisov, ki jih je Strle lektoriral z izjemno natančnostjo. Cela vrsta cerkvenih dokumentov, razprav in duhovnih spisov. Kot škofijski cenzor je lektoriral številne knjige in revije, posebej pa lahko izpostavimo Katekizem Katoliške cerkve in mednarodno katoliško revijo Communio.

### Prevodi (36)
Pomemben prispevek za teologijo v našem jezikovnem prostoru je tudi njegov izbor in prevod iz Denzinger-Schönmetzerja s temeljitimi uvodi. Delo nosi naslov »Vera Cerkve« (Denzingerjev Enchiridion Symbolorum et Definitionum). Drugo, prav tako nepogrešljivo delo je njegov prenovljeni in izpopolnjeni prevod vseh dokumentov Drugega vatikanskega koncila s pripadajočimi strokovnimi uvodi in kazali. Tudi sicer si je Strle z vsemi močmi prizadeval, da bi bil pristen razlagalec koncila. Zavzemal se je za resnično prenovo krščanskega življenja v duhu koncila.

### Spremne besede (33)
Ocene in predstavitve teoloških in duhovnih del iz tujih jezikov ter zlasti številni Strletovi prevodi cerkvenih dokumentov in drugih pomembnih spisov nam postavijo pred oči veličino avtorja. Z eno besedo: bil je cerkveni človek, anima ecclesiastica. Temu cilju so bile posvečene številne študije, komentarji, članki in predavanja. Dodati je treba številne uvode, spremne besede in kazala, ki jih je Strle z izjemno natančnostjo sestavil s preprostimi listki, tako rekoč »peš«, ko še ni bilo računalnikov.

## O njem
- Anton Štrukelj: Povsod Boga: Božji služabnik Anton Strle (biografija), 2023.